# Sønderho Kirke

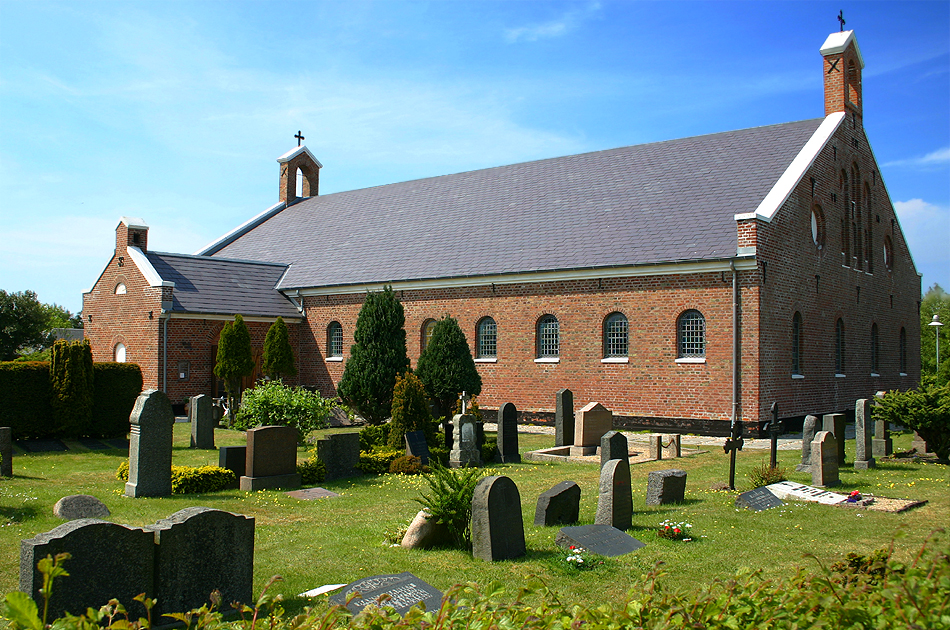
Sønderho Kirke

Sønderho Kirke ist die 1782 erbaute zweite Kirche der dänischen Volkskirche auf der Insel Fanø. Sie liegt in der Ortschaft Sønderho und gehört zur Kirchspielsgemeinde Fanø Sogn in der Propstei Skads Provsti im Bistum Ribe. Mit fünfzehn Exemplaren verfügt die Kirche über die größte Sammlung von Votivschiffen in Dänemark.

## Gebäude und Geschichte
Ursprünglich stand an Stelle des heutigen Gebäudes eine kleine, 18 m lange und 5,7 m breite Langkirche in Ost-West-Richtung ohne Chor, aber mit einem Waffenhaus an der Südseite. Wann diese erbaut wurde, ist nicht bekannt, es wird jedoch eine Bauzeit kurz vor 1540 angenommen, da die erste Kirche in Sønderho als Ersatz für die weiter östlich gelegene, der heiligen Anna gewidmeten Kirche oder Kapelle von Albo, das in der Allerheiligenflut 1532 untergegangen war und deren Überreste sich vermutlich in der Mitte zwischen beiden Kirchspielen unter den Dünen von Annedalsbjerg befinden, diente. Auch stammt das Pfarrhaus aus dem 16. Jahrhundert. Erstmals erwähnt wurde das eigenständige Kirchspiel Sønderho Sogn 1538. Etwa gleichzeitig wurde auch in Rindby, damals der Kirchort des nördlichen, damals „Fanø Sogn“ und später Nordby Sogn genannten Kirchspiels der Insel, eine baugleiche neue Kirche errichtet, die allerdings 1786 abgerissen wurde, als der Kirchort in das 2 km entfernte Nordby verlegt wurde.
Als Baumaterial diente Backstein und möglicherweise auch Material von der schwer beschädigten alten Kirche von Albo. Die Sønderhoer Kirche war nicht sehr stabil gebaut und wies bald Schäden auf. Um das Jahr 1600 wurde der Boden angehoben, da sich durch Flugsand das Bodenniviau rund um die Kirche erhöht hatte und Wasser in die Kirche lief. Im 17. und 18. Jahrhundert nahm die Bevölkerung so sehr zu, dass die Sønderhoer Kirche 1668 einen Nordanbau bekam, der 1738 verdoppelt wurde, 1716 kam eine Verlängerung nach Osten dazu. Während die Bankreihen im Hauptschiff nach Osten zum Altar ausgerichtet waren, blickten diejenigen, die im nördlichen Anbau saßen nach Süden zur Kanzel. 1738 bauten die Gemeindeglieder zum Schutz vor dem Sand einen Zaun um den Kirchhof. Trotz aller Reparaturen und Umbauten war die Kirche Ende des 18. Jahrhunderts unter anderem auf Grund des hohen Grundwasserstandes in einem derart schlechten Zustand, dass sie 1782 abgerissen wurde.

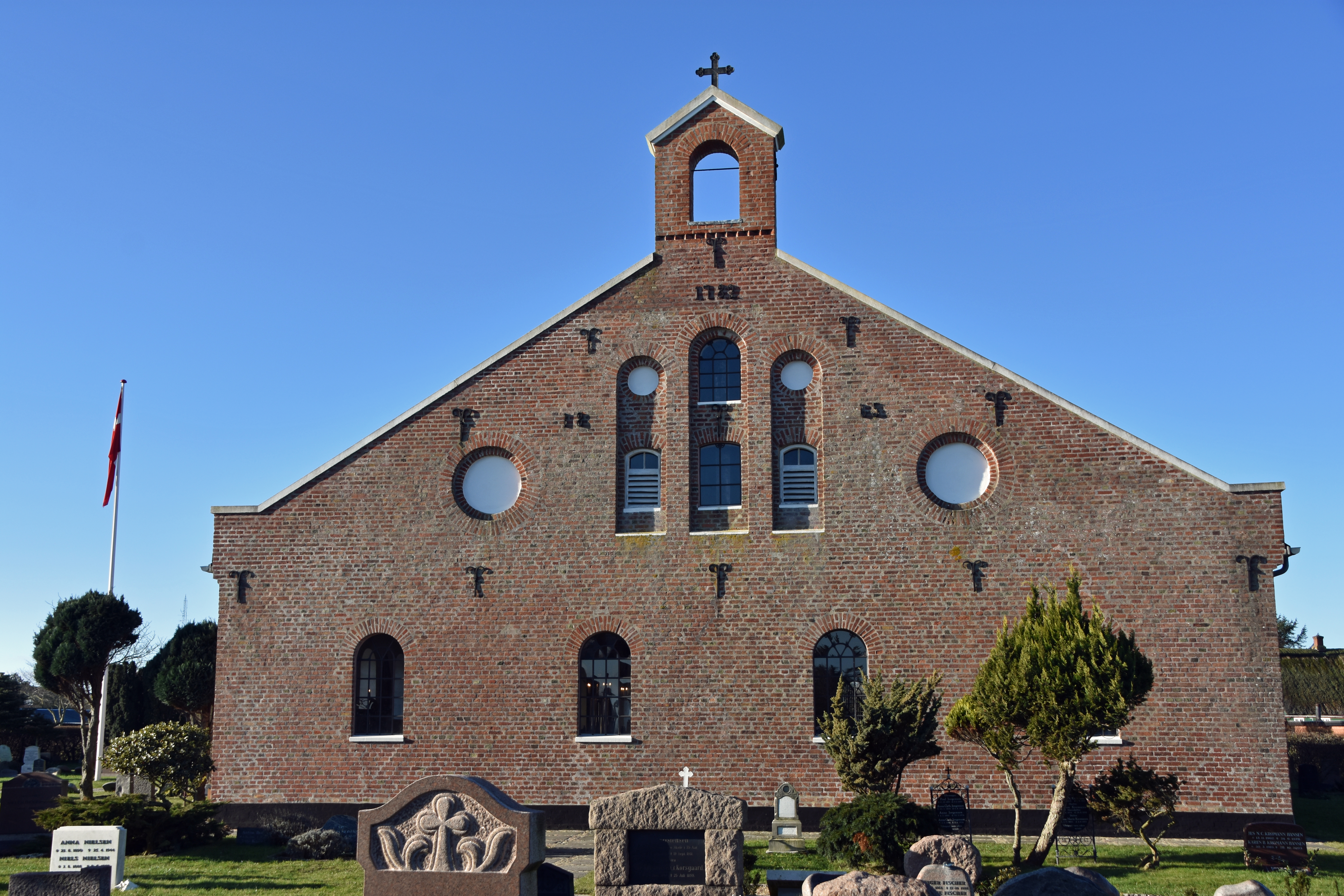
Ostgiebel

Gegen Ende des 18. Jahrhunderts erreichte die Einwohnerzahl des Orts ihren Höhepunkt, daher wurde die Kirche auf demselben Platz im gleichen Stil, aber nunmehr mit einem fast quadratischen Grundriss als Saalkirche aus gelbem und rotem Backstein neu aufgebaut. Die Zeit zwischen Abriss der alten und Einweihung der neuen Kirche betrug nur dreieinhalb Monaten. Dabei blieb man bei der bisherigen Konstruktion eines südlichen Hauptschiffs, in dem der Altar an der Ostwand aufgestellt war, und einem nördlichen Anbau, dessen Sitzplätze nach Süden ausgerichtet sind. Beide Bauteile sind durch Säulen von einandergetrennt und bekamen je einen eigenen Dachstuhl. Es wurden alle Einrichtungsgegenstände übernommen, die von der alten Kirche noch genutzt werden konnten.
1865 änderte man die Dachkonstruktion nochmals, da es zuvor Schwierigkeiten gab, die Verbindung zwischen den beiden parallelen Satteldächern dicht zu bekommen. Nun wurde ein gemeinsamer Dachstuhl über das gesamte Gebäude gesetzt und neue Giebel im neoromanischen Stil gebaut. Infolgedessen sind am Ostgiebel die beiden Jahreszahlen 1782 und 1865 zu sehen. Dabei wurde auch das Tonnengewölbe über dem Altar durch eine Flachdecke ersetzt. Die Kirchenglocke hing zunächst in einem Glockenturm vor der Kirche. Heute ist sie unter dem Ostgiebel angebracht. Der Kirchenraum ist ein großer quadratischer, weiß getünchter Raum mit grau gestrichenen Balkendecken. Eine Treppe am Westgiebel führt zur Decke hinauf, wo die Glocke nach Osten hängt. Die Kirche hat vier Fenster in jedem Giebel sowie neun in der Südwand und sieben in der Nordwand. Ursprünglich gab es nur drei Fenster in jedem der Giebel, neun Fenster im Süden und sechs im Norden. 1950 wurde die Kirche umfassend renoviert, wobei unter anderem die Längsseitenfenster repariert und die Giebelfenster aus Eisen durch Bleiglasfenster mit Glasmalerei in Gelb-, Grün- und Blautönen ersetzt wurden. Bei einer Neuausmalung 1968–71 wurde die ursprüngliche Grau-Blau-Färbung wiederhergestellt.

## Ausstattung
Das romanische Taufbecken aus Granit stammt aus dem 12. Jahrhundert. Der Fuß und das Becken gehörten ursprünglich nicht zusammen. Die Kuppa ist aus einem etwas gröberen Granit als der Sockel, halbkugelförmig, unregelmäßig behauen und mit einer großen Kerbe an einer Seite. Die unregelmäßige Form ist wahrscheinlich darauf zurückzuführen, dass es zuvor vier Kreuze am Rand gab, eines in jeder Ecke. Dieses Design ist von ähnlichen Taufbecken aus der gleichen Zeit bekannt. Es ist nicht bekannt, welcher Kirche das Becken gehörte, bevor in die Kirche in Sønderho gelangte. Möglicherweise hat Sønderho es von einer anderen Kirche im Ribe Amt übernommen, wahrscheinlich aus dem untergegangenen Albo. Die Sage, nach der das Taufbecken der Kirche von Königin Thyra Danebod geschenkt wurde, nachdem diese einen Schiffbruch bei Mandø überlebt hatte, wird auch von zahlreichen anderen Taufbecken westjütischer Kirchen erzählt und entbehrt jeder historischen Grundlage. Der etwa gleichaltrige Fuß ist wahrscheinlich ein umgekehrtes romanisches Kapitell von einem der Seitenpfeiler an der Eingangstür der nicht mehr existierenden Steinkirche in Albo, einer untergegangenen Siedlung an der Albue-Bucht an der Ostküste Fanøs. Es sind noch Reste einer Bemalung zu erkennen.
Die Taufschale ist eine niederländische Messingschale mit einem Relief von Adam und Eva aus dem Jahr 1600. Sie kam 1882 in die Kirche, weil die vorherige Taufschale zu klein für das Taufbecken erschien. Letztere, eine Beistellschale aus Messing mit achteckiger Fahne von 1766, wurde der Kirche 1775 gestiftet.
Die Kanzel wurde um 1600 hergestellt und stammt vermutlich aus dem Kirchensaal des Ripener Hospitals. Sie ist in der Mitte der Südwand auf einem gemauerten Sockel aufgestellt. Die fünf Felder zeigen in flachen Reliefs einen geflügelten Menschen, einen Löwen, einen Stier und einen Adler, die die Evangelisten Matthäus, Markus, Lukas und Johannes symbolisieren, die den Gekreuzigten im mittleren Feld umrahmen. Der Text tvs / exs-/trvc/tvs / est über den Darstellungen ist unvollständig; ergänzt lautet er: „[Im Jahr ... wurde diese Kan]zel aufgestellt“. Es ist daher anzunehmen, dass zu der Kanzel ursprünglich weitere Fächer und/oder eine Treppe gehörten.  Der Kanzeldeckel stammt von 1661 und wurde vermutlich ergänzt, als die Kanzel in Sønderho aufgestellt wurde.
Der Altaraufsatz im Barockstil stammt aus dem Jahr 1717 und wurde wohl im Zusammenhang mit der Verlängerung der Kirche nach Osten 1716 angeschafft. Er enthält in der Mitte zwischen beidseitigen Säulen ein 56 × 77 cm großes Gemälde in Ölfarbe auf Holz mit einer Darstellung des letzten Abendmahls. Christus sitzt in der Mitte hinter dem Tisch mit einem Brotlaib in der linken Hand, vor ihm steht ein Kelch, während der Tisch mit kleinen Tellern bedeckt ist. Links steht ein einzelner Jünger. Judas, der auf einem Hocker vor dem Tisch sitzt, wendet sich ab. Die Inschrift unter dem Hauptbild berichtet, dass die Gemeinde den Altar 1717, als Christian Engelstofft Pastor war, angeschafft hat. Das Altargemälde umgibt ein ausladendes Schnitzwerk, in das die Evangelistensymbole sowie zwei Gemälde, die Geburt und Kreuzigung Christi zeigen, integriert sind. Über dem Hauptbild steht der Bilbelvers Ps 111,4  und ein Hinweis auf die Erneuerung der Bemalung 1767. Die Vorderseite des Altartischs, das Antemensale, stammt aus dem Jahr 1717 und zeigt in der Mitte einen Dreimastschoner, an dessen Heck der Danebrog flattert. Der umgebende Text vergleicht das Leben eines Christen mit der Seefahrt. Giebel, Sockel, Gesims und Decke sind neuer. Der schmiedeeiserne Teil der Altarschranke stammt von 1728, beim Neubau der Kirche wurde sie durch hölzerne Teile ergänzt.
Anstelle des barocken Altaraufsatzes wurde der Kirche 1901 ein Gemälde von Anthon Dorph gestiftet, das Jesus betend im Garten Getsemane darstellt. 1967 wurde der alte Altaraufsatz wieder vom Dachboden geholt und auf seinen angestammten Platz gestellt.
Ebenfalls aus der alten Kirche übernommen wurden der heute als Sakristei genutzte Beichtstuhl, das Abendmahlsgeschirr, die Altarleuchter, dreizehn unterschiedliche Wandleuchter, vier Kronleuchter und einige Hutständer. Manche dieser Stücke tragen die Namen ihrer Stifter, viele davon Schiffer. Beim Neubau kamen sieben weitere Kronleuchter hinzu. 1920 stifteten der Dampfschifffahrer Niels Thøgersen Brinch aus alteingesessener Familie und seiner Frau einen großen siebenarmigen Standleuchter, der neben dem Taufbecken steht. Man kann daraus schließen, dass die Kirchengemeinde durch die Schifffahrt mindestens zeitweise einen gewissen Wohlstand erlebte. Die noch aus der alten Kirche übernommenen Bänke wurde 1903 durch Bankreihen ersetzt, die für insgesamt 425 Kirchgänger ausreichen. Das Gestühl war 1844 für die Domkirche in Ribe hergestellt worden. Es wurde in den traditionellen Fanø-Farben angemalt. Hinter den Bankreihen im Nordteil befinden sich noch ältere Logen. Eine Seltenheit für eine Kirche stellt die Uhr über der Sakristei dar, die der Kirche 1783 geschenkt wurde.
Die 15 Votivschiffe bilden Dänemarks größte Sammlung dieser Art. Bis auf eine Kopie wurden sie alle zwischen 1850 und Anfang des 20. Jahrhunderts gebaut, die meisten um die Jahrhundertwende von lokalen Seeleuten. Die fünf Votivschiffe, die es laut Quellen bereits in der alten Kirche gab, haben sich nicht erhalten. Das größte Schiff, eine Fregatte, die in der Nähe des Altars hängt, ist das einzige Kriegsschiff der Sammlung und stammt vermutlich aus Holland. Es wurde am Strand von Sønderho angespült. Der Großteil der Schiffssammlung besteht aus Modellen traditioneller Segelschiffe, aber auch einige neuere Schiffstypen sind vertreten. Die meisten Modelle haben verkleinerte Rümpfe, damit diese bei Betrachtung von unten im Vergleich zu den Masten nicht zu groß zu wirken. Die „Kirchenschiffe“ wurden 1989 restauriert.

## Orgel

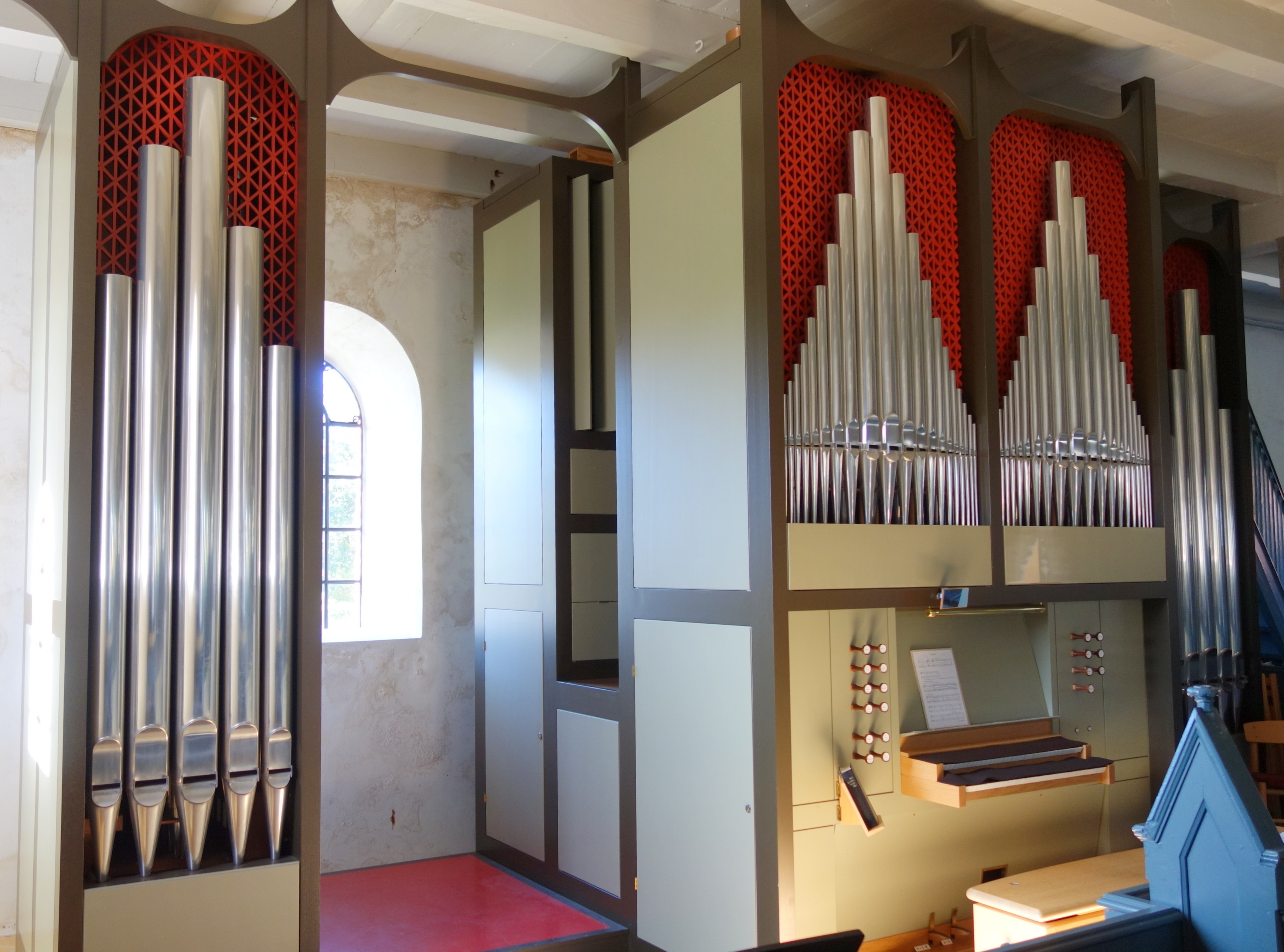
Orgel

Die an der Westwand der Kirche errichtete Orgel stammt aus dem Jahr 2006 und wurde als Opus 578 von Bruno Christensen & Sønner erbaut. Sie hat 18 Register auf zwei Manualen und Pedal und verfügt über Schleifladen mit rein mechanischer Traktur.  Die Disposition lautet:
| I Hauptwerk C–g3 |            |       |
| 1.               | Principal  | 8′    |
| 2.               | Rohrflöte  | 8′    |
| 3.               | Oktav      | 4′    |
| 4.               | Salizet    | 4′    |
| 5.               | Nasat      | 2 ⁄3′ |
| 6.               | Querflöte  | 2′    |
| 7.               | Mixtur III |       |
| 8.               | Trompete   | 8′    |

| II Schwellwerk C–g3 |                |    |
| 13.                 | Blockflöte     | 8′ |
| 14.                 | Salicional     | 8′ |
| 15.                 | Traversflöte   | 4′ |
| 16.                 | Oktav          | 2′ |
| 17.                 | Sesquialter II |    |
| 18.                 | Fagott – Oboe  | 8′ |
|                     | Tremolant      |    |

| Pedal C–f1 |                |     |
| 9.         | Subbass        | 16′ |
| 10.        | Oktav          | 8′  |
| 11.        | Rauschquint II |     |
| 12.        | Posaune        | 16′ |

- Koppeln: I/II, I/P, II/P

## Bilder

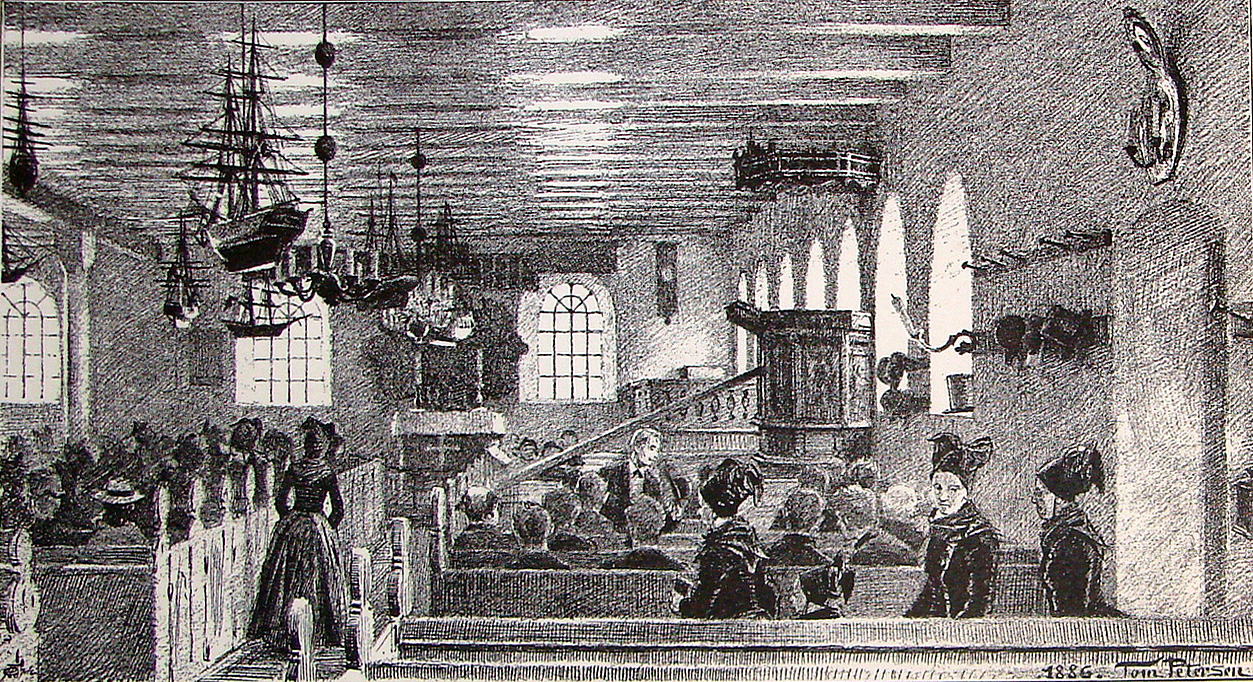
Kirchenraum im Jahr 1886, Zeichnung von Peter Tom-Petersen
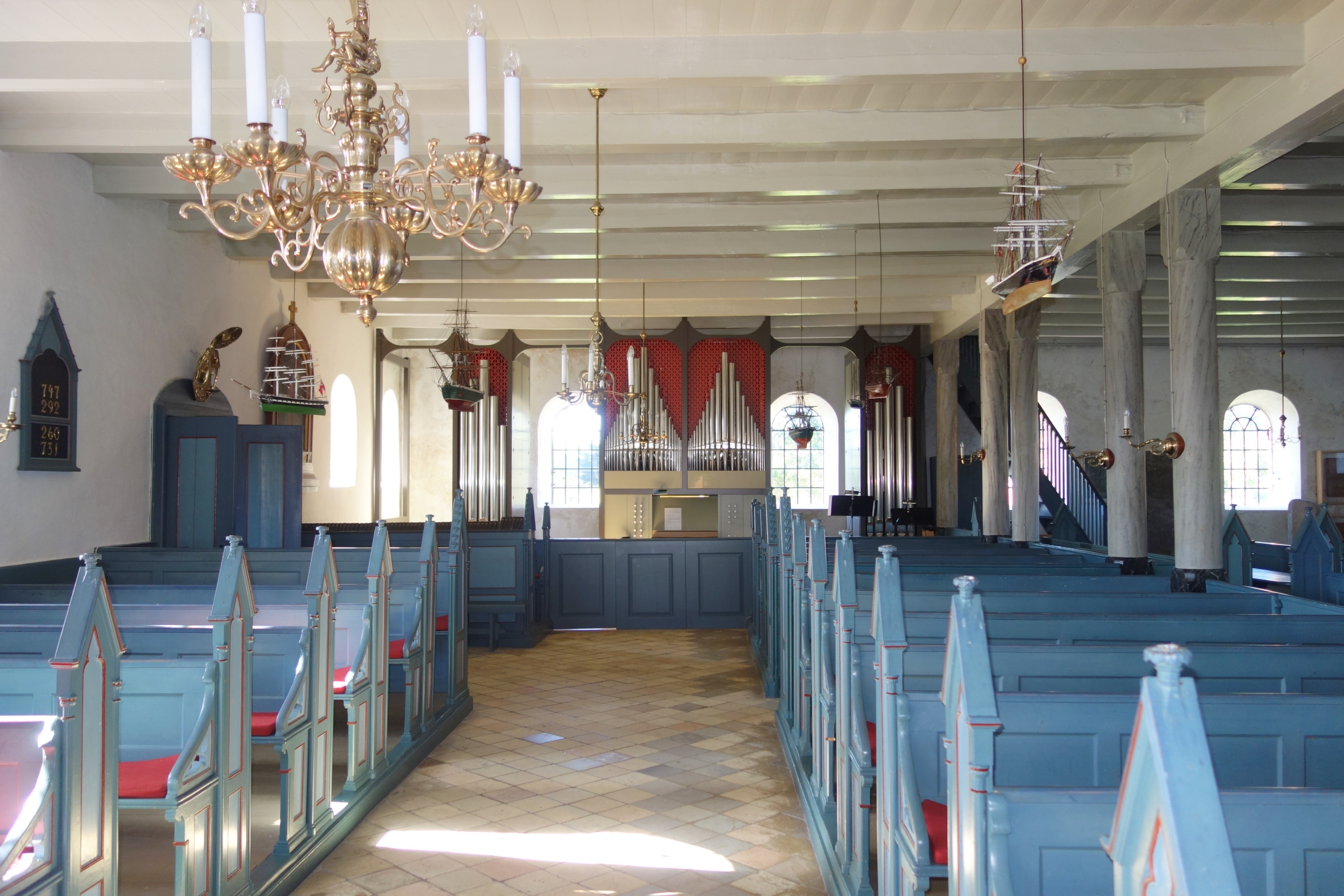
Kirchenraum mit Orgel
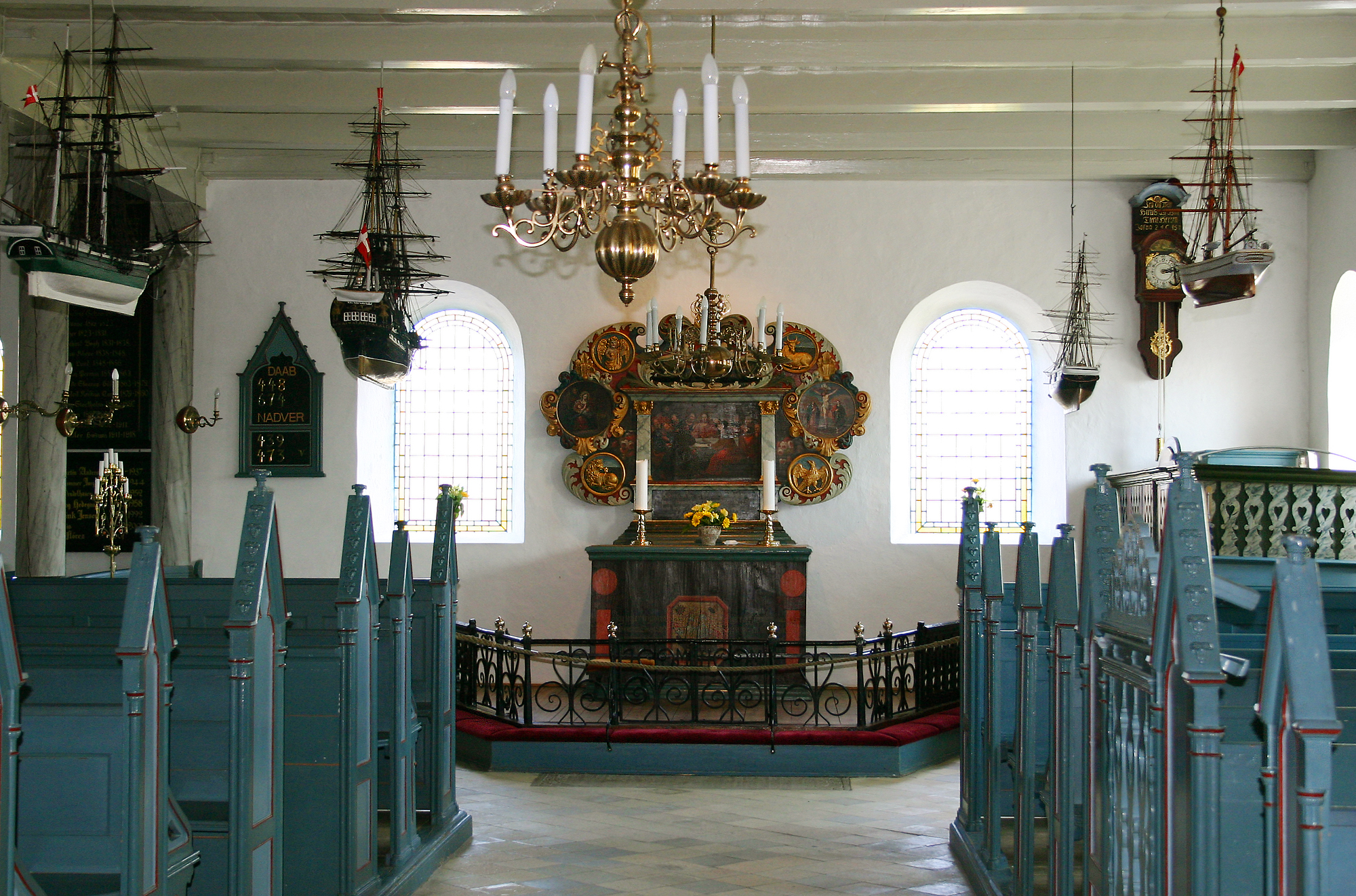
Altar
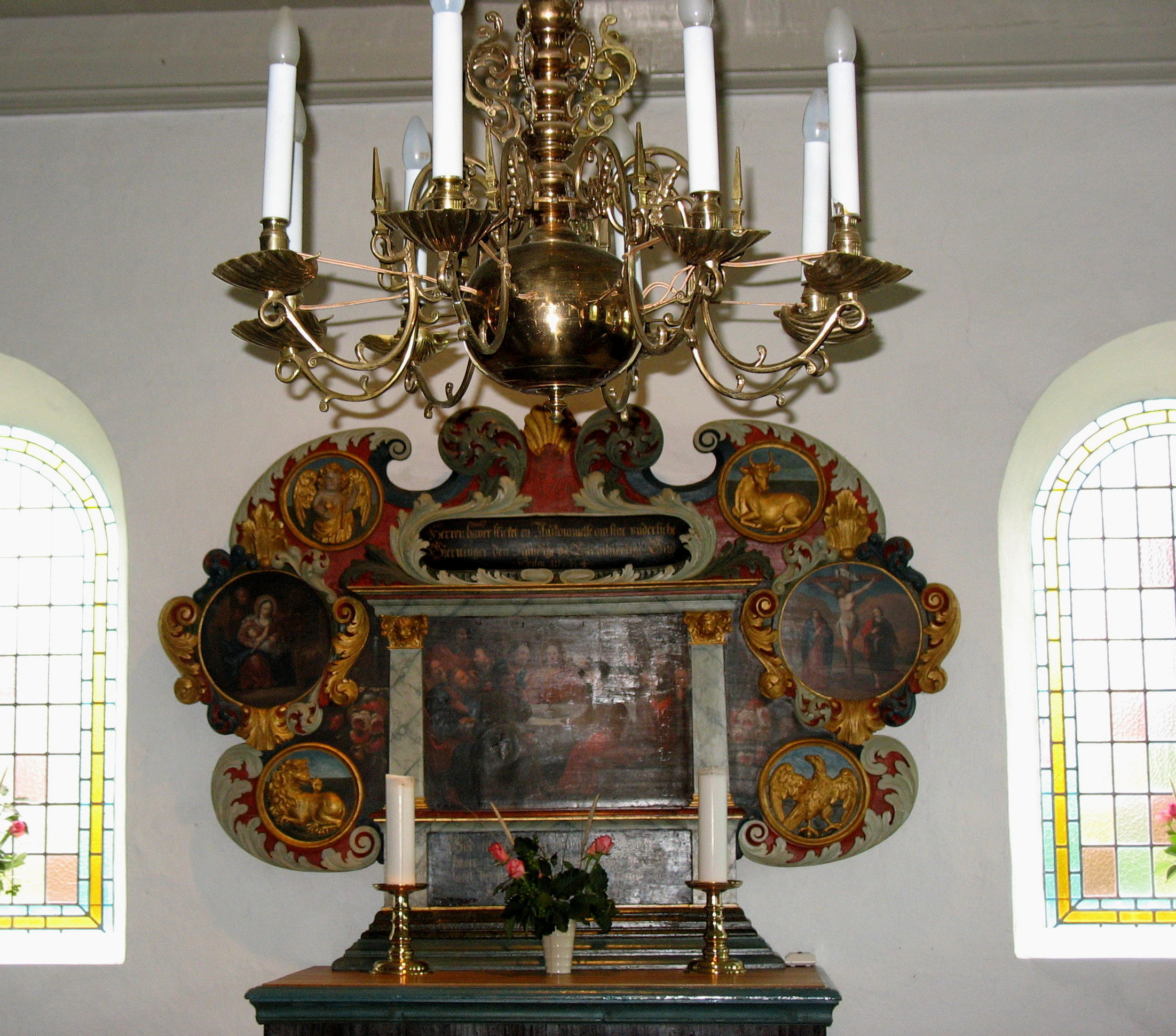
Altarbild
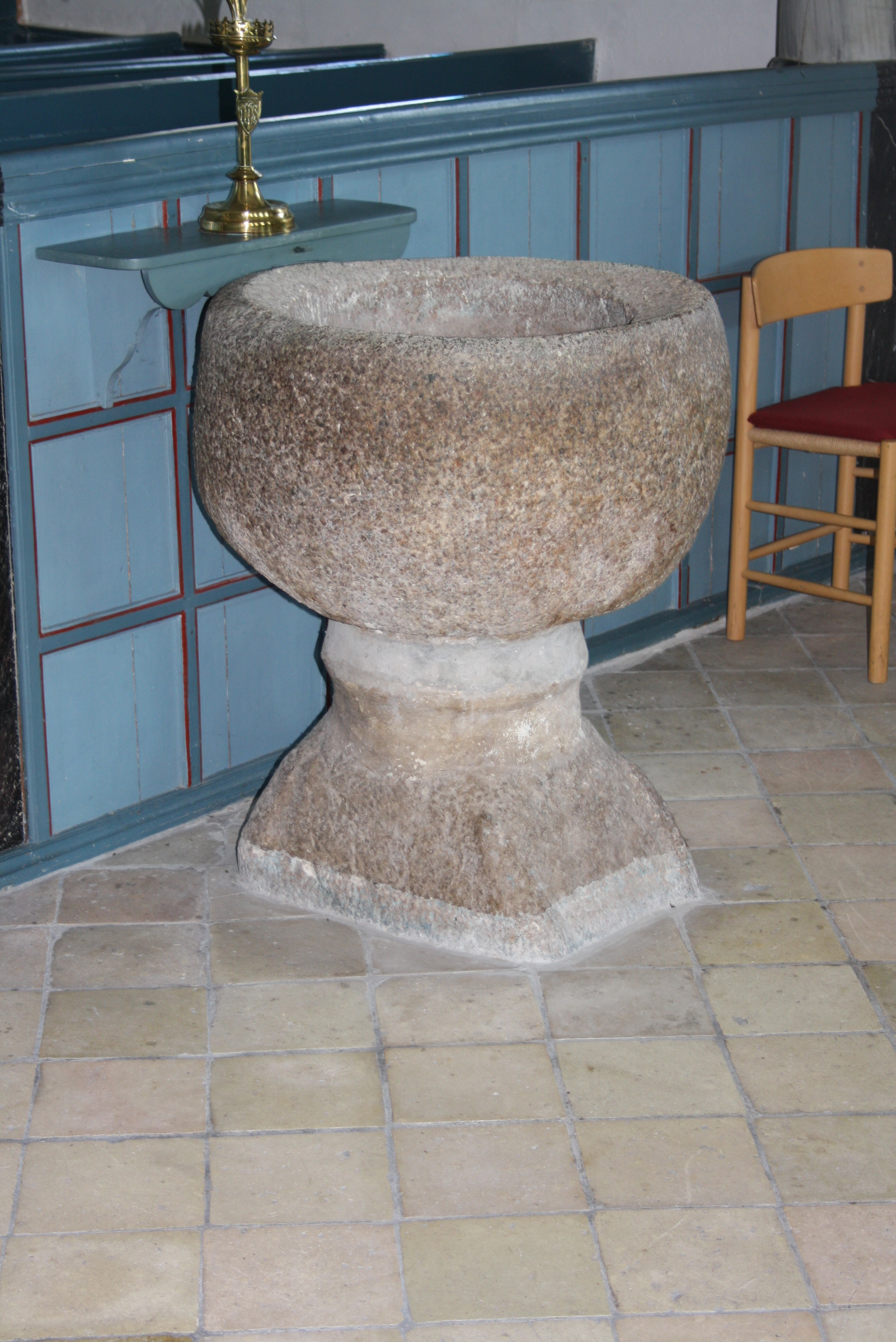
Taufbecken
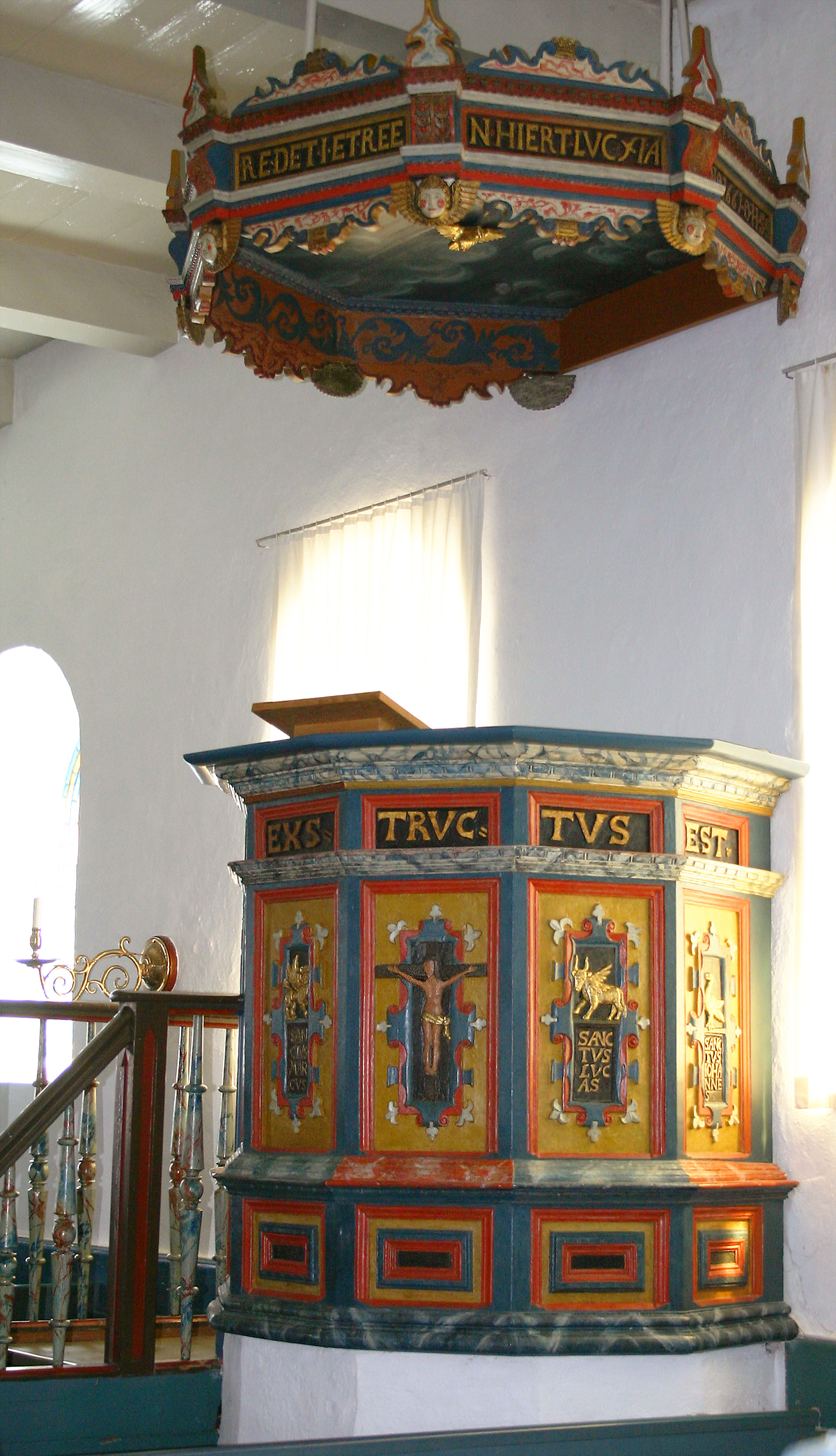
Kanzel
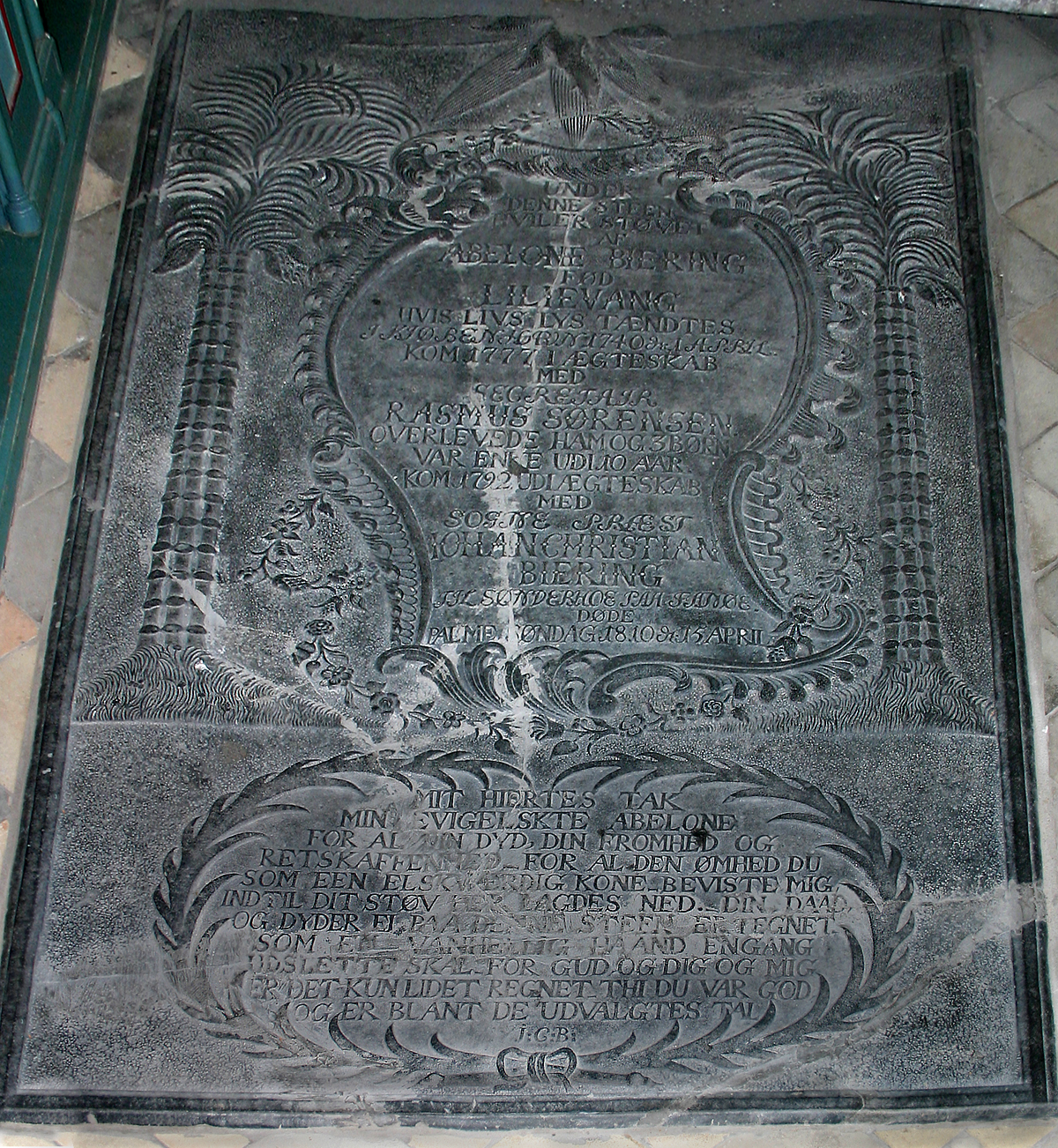
Grabplatte im Fußboden
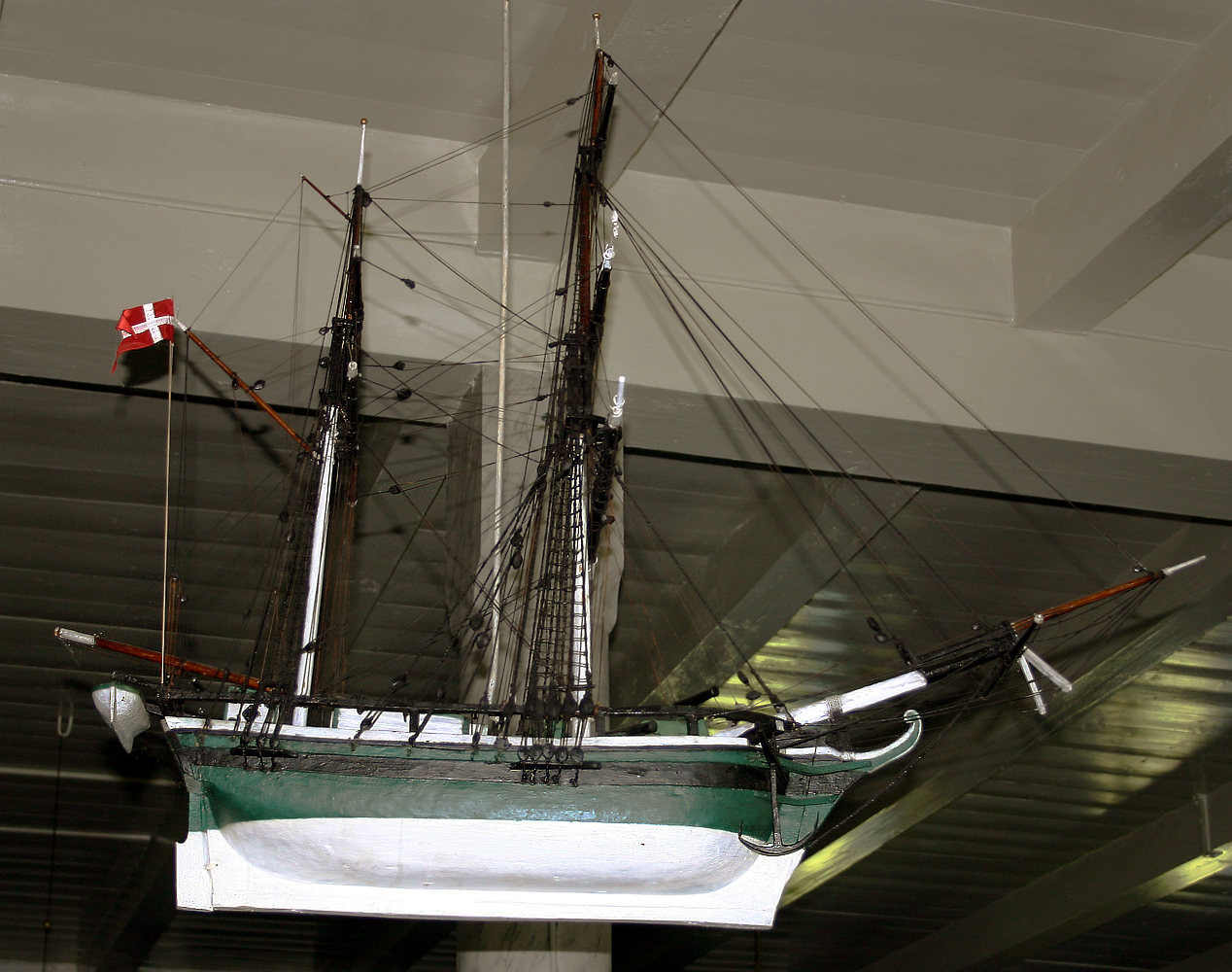
Votivschiff
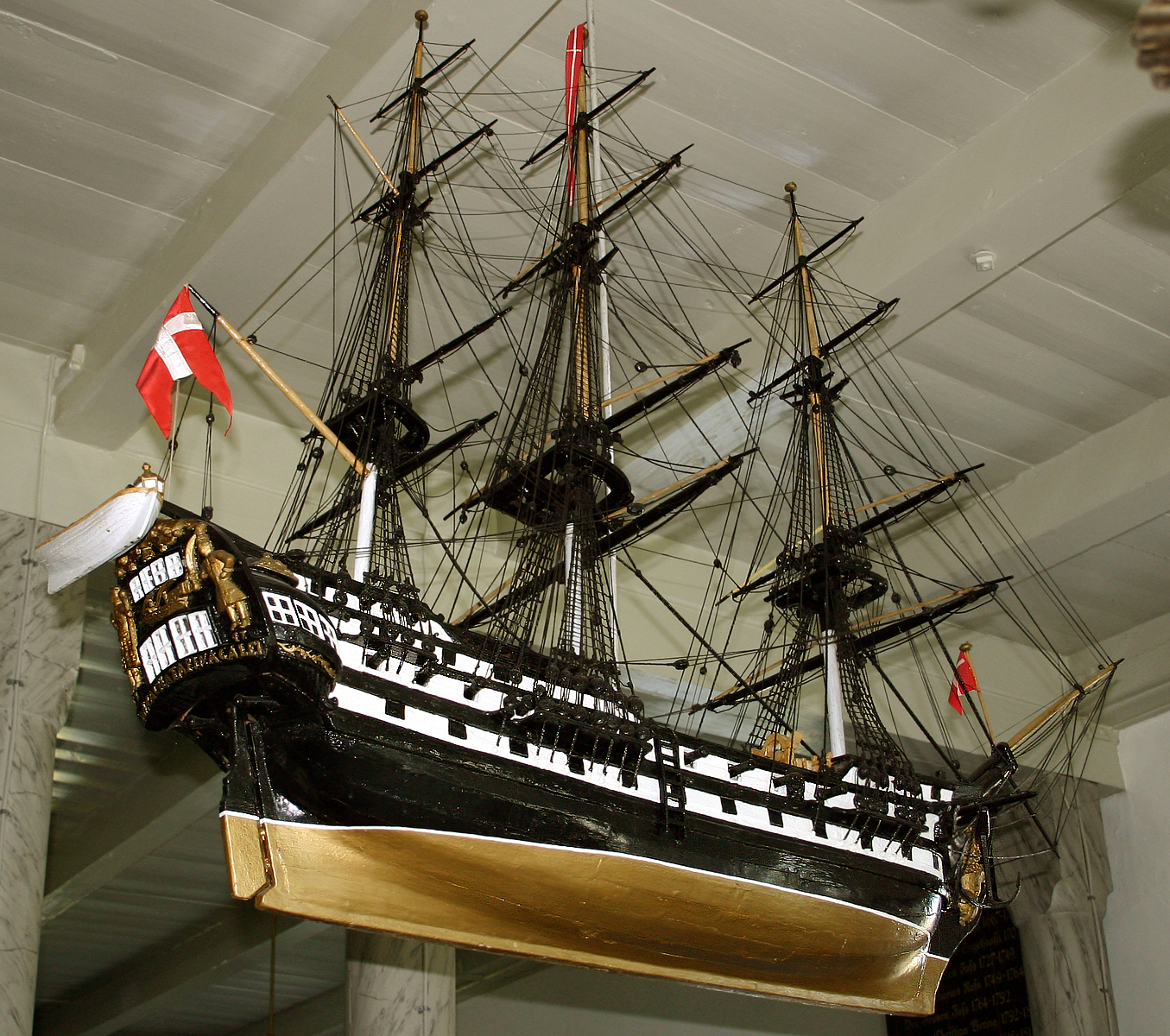
Votivschiff